# Marbehan

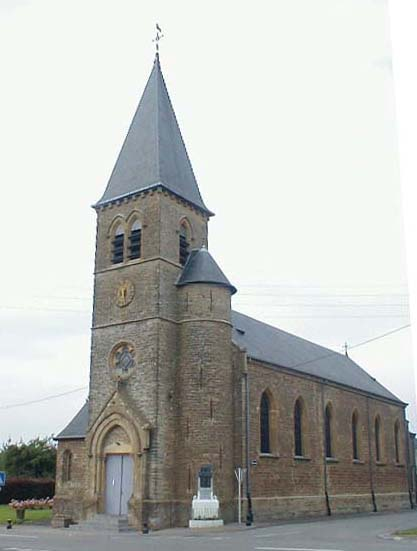
De kerk van Marbehan.

Marbehan is een plaats in de Belgische Provincie Luxemburg in de gemeente Habay. In Marbehan bevindt zich een station op de lijn van Namen naar Luxemburg, wat de plaats haar bijnaam opleverde van Poort tot de Gaume. Het plaatsje ligt aan de Mellier.

## Bezienswaardigheden
De bezienswaardigheden in Marbehan zijn de natuur, het dorp zelf, de kampplaats Ansay Pierre, diverse kerken, het militair kerkhof en diverse archeologische vindplaatsen.
Deelgemeenten: Anlier · Habay-la-Neuve · Habay-la-Vieille · Hachy · Houdemont · Rulles

Overige dorpen: Harinsart · Marbehan · Nantimont · Orsainfaing · Pont d'Oye

Belgische gemeenten · Arrondissement Virton · Luxemburg · Wallonië